# Bejt Jatir
Bejt Jatir též Mecadot Jehuda (hebrejsky בית יתיר – podle biblického města Jatír, například Kniha Jozue 21,14 – nebo מְצָדוֹת יְהוּדָה, doslova „Pevnosti Judeje“, v oficiálním přepisu do angličtiny Mezadot Yehuda, přepisováno též Metzadot Yehuda, Beit Yatir nebo Bet Yatir) je izraelská osada a vesnice typu mošav na Západním břehu Jordánu v distriktu Judea a Samaří, v Oblastní radě Har Chevron.

## Geografie
Nachází se v nadmořské výšce 780 metrů v jižní části Judska a Judských hor respektive na pomezí jižní části Judských hor, která je nazývána Hebronské hory (Har Chevron), Judské pouště a Negevské pouště.
Leží cca 18 kilometrů jižně od centra Hebronu, cca 47 kilometrů jihozápadně od historického jádra Jeruzalému a cca 85 kilometrů jihovýchodně od centra Tel Avivu. Na dopravní síť Západního břehu Jordánu je napojen pomocí lokální silnice číslo 316, která zajišťuje spojení na sever, k dalším izraelským osadám na jihovýchodě Judska, i k jihu, do vlastního Izraele, kde ústí do dálnice číslo 80 ve směru na Arad.
Bejt Jatir leží jen necelý 1 kilometr za Zelenou linií oddělující Západní břeh Jordánu od Izraele v jeho mezinárodně uznávaných hranicích. Severním a východním směrem se rozkládá prakticky neosídlená pouštní krajina s několika menšími izraelskými sídly (Susja, Ma'on, Karmel) na jihozápadě se nachází les Jatir, jedna z největších zalesněných ploch v Izraeli. Palestinské obyvatelstvo v tomto regionu reprezentují jen rozptýlená sídla polokočovných Beduínů.

## Dějiny
Bejt Jatir byl založen roku 1983. Leží na Západním břehu Jordánu, jehož osidlování bylo zahájeno Izraelem po jeho dobytí izraelskou armádou, tedy po roce 1967. Už 8. srpna 1979 se skupina akivistů usadila v lokalitě nazývané Lucifer Farm. Šlo o živelné usídlení (tehdy to bylo první židovské sídliště v oblasti jižních Hebronských hor), které teprve zpětně musela řešit izraelská vláda. 5. dubna 1981 izraelská vláda rozhodla, že na tomto místě bude zřízena oficiální civilní osada nazývaná pracovně Lucifer. K jejímu založení došlo pak v roce 1983. Dalšími pracovními názvy nové vesnice byly Jitaron (Yitaron), Krajot (Qrayot) a pak Bejt Jatir.
Nová osada založená roku 1983 byla oproti původní lokalitě Lucifer Farm situována o něco dále k jihu. V roce 1988 byly v obci dokončeny první zděné domy. Jisté kontroverze vyvolala otázka pojmenování vesnice. Zatímco osadníci trvali na jménu Jatir, vládní výbor pro pojmenovávání (Name Committee) to odmítal. Jeden člen výboru navrhl jako kompromis pojmenovat lokalitu Bejt Jatir, což osadníci přijali, ale vláda navrhla oficiální název Mecadot Jehuda, který je oficiálně používán dodnes, třebaže obyvatelé sami preferují Bejt Jatir. Územní plán obce předpokládal výhledově zbudování 118 domů, z nichž již 100 bylo realizováno.
Vesnice funguje jako zemědělský mošav, ale míra družstevního hospodaření není vynucována. Obyvatelé se specializují na pěstování vinné révy (první vinice založena v roce 1985). Kromě toho zde existují ovocné sady a skleníkové pěstování květin. Ve vesnici funguje mateřská škola. Základní školství je k dispozici v nedaleké obci Susja. V Bejt Jatir působí vzdělávací instituce typu mechina založená roku 1991 – která absolventům středních škol nabízí náboženské vzdělání a vojenskou přípravu. Ústav má cca 80 studentů. V obci dále existuje zdravotní středisko, obchod se smíšeným zbožím, mikve a synagoga. Synagoga byla slavnostně zprovozněna v roce 1997.
V roce 1996 bylo cca 1 kilometr východně od vlastní obce založeno osídlení v lokalitě Lucifer Farm (חוות לוציפר) neboli Nof Nešer (נוף נשר). Organizace Peace Now zde k roku 2007 uvádí čtyři stálé obyvatele. V prosinci 2002 byla zřízena skupina domů Jatir Drom-Ma'arav (Jatir-jihozápad). Její zástavba sestávala dle vládní zprávy z doby okolo roku 2006 ze čtyř karavanů a dalších provizorních objektů. Žila tu jedna rodina a několik dalších jednotlivců.
Počátkem 21. století byla obec Bejt Jatir díky své poloze na okraji Západního břehu Jordánu na rozdíl od většiny sídel v Oblastní radě Har Chevron zahrnuta do Izraelské bezpečnostní bariéry. Dle stavu z roku 2008 již byla část úseku bariéry oddělující Bejt Jatir od palestinských oblastí postavena. Během Druhé intifády byla obec ušetřena teroristických útoků.

## Demografie
Obyvatelstvo obce Bejt Jatir je v databázi rady Ješa popisováno jako nábožensky založené. Podle údajů z roku 2014 tvořili naprostou většinu obyvatel Židé (včetně statistické kategorie "ostatní", která zahrnuje nearabské obyvatele židovského původu ale bez formální příslušnosti k židovskému náboženství).
Jde o menší obec vesnického typu s dlouhodobě stagnující populací. K 31. prosinci 2014 zde žilo 478 lidí. Během roku 2014 populace stoupla o 9,4 %.
| Rok            | 1983 | 1992 | 1993 | 1994 | 1995 | 1996 | 1997 | 1998 | 1999 | 2000 |
| -------------- | ---- | ---- | ---- | ---- | ---- | ---- | ---- | ---- | ---- | ---- |
| Počet obyvatel | 96   | 257  | 322  | 327  | 355  | 337  | 368  | 404  | 412  | 422  |

| Rok            | 2001 | 2002 | 2003 | 2004 | 2005 | 2006 | 2007 | 2008 | 2009 | 2010 | 2011 | 2012 | 2013 | 2014 |
| -------------- | ---- | ---- | ---- | ---- | ---- | ---- | ---- | ---- | ---- | ---- | ---- | ---- | ---- | ---- |
| Počet obyvatel | 417  | 420  | 412  | 425  | 431  | 462  | 474  | 469  | 382  | 381  | 381  | 414  | 437  | 478  |